# پاسیون بروکس

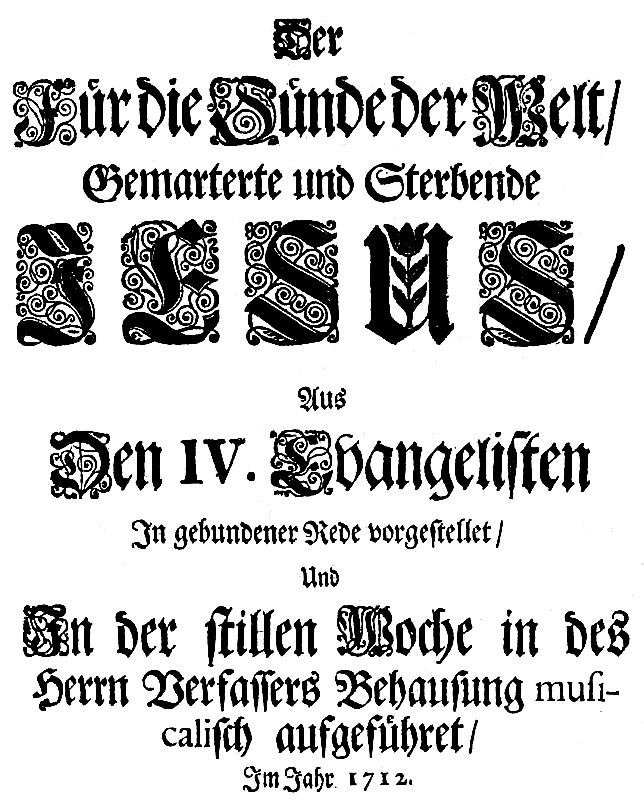
جلد پاسیون بروکس (۱۷۱۲)

داستان عیسی، رنج‌ها و مرگش بابت تمامی گناه‌های جهانیان (Der für die Sünde der Welt gemarterte und sterbende Jesus) که با نام پاسیون بروکس هم شناخته می‌شود، یک لیبرتو اوراتوریو به زبان آلمانی از بارتولد هاینریش بروکس است که در سال ۱۷۱۲ منتشر شد.
بسیاری از آهنگسازان نامدار جهان از این اوراتوریو در آثار خود استفاده نموده‌اند که از آن میان می‌توان به جرج فردریک هندل، گئورگ فیلیپ تیلمان، یوهان ماتزون و یوهان فریدریش فاش اشاره کرد. یوهان سباستیان باخ نیز در ساخت چند آریا در انجیل به روایت متی از این اوراتوریو الهام گرفت.
جالب آنکه بخش بزرگی از پاسیون بروکس هندل را باخ با دست‌خط خودش بازنویسی نمود.